# مونيك هندرسون
مونيك ماري هندرسون (بالإنجليزية: Monique Marie Henderson)‏ هي عدائه مسافات قصيرة أمريكية ولدت في يوم 18 فبراير 1983 في مدينة سان دييغو في الولايات المتحدة إختصت بسباق 400 متر، أبرز إنجازاته هو فوزه بالميدالية الذهبية في سباق 4×400 متر تتابع في دورة الألعاب الأولمبية الصيفية 2004 في أثينا وفي دورة الألعاب الأولمبية الصيفية 2008 في بكين. لدى هندرسون شهادة اختصاص حركات الجسم من كلية سان دييغو ميسا.

## روابط خارجية
- مونيك هندرسون على موقع الاتحاد الدولي لألعاب القوى (الإنجليزية)
- مونيك هندرسون على موقع اللجنة الأولمبية الدولية (الإنجليزية)
- مونيك هندرسون على موقع أوليمبيديا (الإنجليزية)
- مونيك هندرسون على موقع اللجنة الأولمبية والبارالمبية الأمريكية (الإنجليزية)